# Yun (nom de famille)
Pour les articles homonymes, voir Yun et Yoon (homonymie).
Cette page présente le nom de famille Yun ainsi que ses variantes.
 (mai 2023).
La mise en forme du texte ne suit pas les recommandations de Wikipédia : il faut le « wikifier ».
Les points d'amélioration suivants sont les cas les plus fréquents. Le détail des points à revoir est peut-être précisé sur la page de discussion.
- Les titres sont pré-formatés par le logiciel. Ils ne sont ni en capitales, ni en gras.
- Le texte ne doit pas être écrit en capitales (les noms de famille non plus), ni en gras, ni en italique, ni en « petit »…
- Le gras n'est utilisé que pour surligner le titre de l'article dans l'introduction, une seule fois.
- L'italique est rarement utilisé : mots en langue étrangère, titres d'œuvres, noms de bateaux, etc.
- Les citations ne sont pas en italique mais en corps de texte normal. Elles sont entourées par des guillemets français : « et ».
- Les listes à puces sont à éviter, des paragraphes rédigés étant largement préférés. Les tableaux sont à réserver à la présentation de données structurées (résultats, etc.).
- Les appels de note de bas de page (petits chiffres en exposant, introduits par l'outil «  Source ») sont à placer entre la fin de phrase et le point final[comme ça].
- Les liens internes (vers d'autres articles de Wikipédia) sont à choisir avec parcimonie. Créez des liens vers des articles approfondissant le sujet. Les termes génériques sans rapport avec le sujet sont à éviter, ainsi que les répétitions de liens vers un même terme.
- Les liens externes sont à placer uniquement dans une section « Liens externes », à la fin de l'article. Ces liens sont à choisir avec parcimonie suivant les règles définies. Si un lien sert de source à l'article, son insertion dans le texte est à faire par les notes de bas de page.
- La présentation des références doit suivre les conventions bibliographiques. Il est recommandé d'utiliser les modèles {{Ouvrage}}, {{Chapitre}}, {{Article}}, {{Lien web}} et/ou {{Bibliographie}}. Le mode d'édition visuel peut mettre en forme automatiquement les références.
- Insérer une infobox (cadre d'informations à droite) n'est pas obligatoire pour parachever la mise en page.

Pour une aide détaillée, merci de consulter Aide:Wikification.
Si vous pensez que ces points ont été résolus, vous pouvez retirer ce bandeau et améliorer la mise en forme d'un autre article.
Yun (윤) est un nom de famille commun en Corée, qui signifie « gouverneur ». Ce nom est également translittéré en Yoon, Yune, Yiun ou Youn. Selon le recensement de 2000, 948 600 personnes portent ce nom de famille en Corée du Sud. Il est dérivé du caractère chinois 尹 également utilisé pour le nom de famille chinois Yǐn et Doan au Vietnam.

## Clans et histoire

### Clan Papyeong

Sceau familial du clan Papyeong Yoon.

Le clan Papyeong (파평, 坡平) Yun, qui a son siège à Papyeong-myeon, ville de Paju, est le clan Yun le plus connu et le plus grand. Le recensement sud-coréen de 2000 a montré qu'il y avait 221 433 ménages prétendant être liés au clan Papyeong, avec une population totale de 713 947.
L'ancêtre fondateur du clan est le général Yun Sin-dal, qui a aidé Taejo de Goryeo à fonder la dynastie Goryeo.
Yoon Gwan était un général renommé de la dynastie Goryeo. Il a aidé à instruire les forces de Byeolmuban pour combattre et vaincre les tribus Jürchen en 1107.
En 2002, la momie d'une femme avec un fœtus a été découverte dans la tombe de Yun Jeong-jeong, membre du clan Papyeong Yun. On pense qu'elle était la petite-fille de Yun Won-hyung, le frère de la reine Munjeong.
De multiples femmes Papyeong Yun sont devenues reines au début de la dynastie Joseon, parmi elles, la reine Jeonghyeon, la reine Jeonghui, la reine Munjeong et la reine Janggyeong.

### Clan Haepyeong
La dernière impératrice au pouvoir, l'impératrice Sunjeong de l'Empire coréen (en), appartenait à un autre clan Yoon (Yun), Haepyeong Yun. Le premier Haepyeong Yoon était quelqu'un du nom de Yoon Goonjeong (1046 ~ 1083) de la dynatie Goryeo. D'après le recensement de 2000, 26 000 personnes appartiennent à ce clan.
Yun Bo-seon, le deuxième président de la Corée du Sud, était un parent éloigné de l'impératrice Sunjeong.

## Querelle de famille
Quand la tombe de Yoon Gwan a été découverte au XVIIIe siècle, cela a déclenché une querelle familiale vieille de 300 ans entre le clan Yun et le clan Sim. L'origine de la querelle était qu'un membre du clan Sim a été enterré au-dessus de la tombe de Yoon Gwan, détruisant une partie de la tombe d'origine dans le processus. La querelle a finalement été réglée en 2008,,.

## Personnes
- Yoon Bit-Garam, footballeur sud-coréen
- Yoon Bo-mi, chanteuse sud-coréenne et membre du girl group Apink
- Yun Bong-gil, militant indépendantiste sud-coréen
- Yoon Bora, chanteuse sud-coréenne et membre du girl group Sistar
- Yun Pos-un, 2e président de la Corée du Sud
- Yoon Byung-ho, acteur sud-coréen
- Yoon Chae-kyung, chanteuse sud-coréenne et membre du girl group April
- Yoon Da-gyeong, actrice sud-coréenne
- Yoon Do-hyun, auteur-compositeur-interprète de rock sud-coréen
- Yun Dong-ju, poète coréen actif pendant la période de domination japonaise
- Yoon Doo-joon, chanteur sud-coréen, membre et leader du boys band Highlight
- Yoon Eun-hye, actrice et chanteuse sud-coréenne, membre du girl group inactives Baby V.O.X
- Yun Gwan, général militaire sous la dynastie Goryeo
- Yoon Hye-suk, joueuse de volley-ball sud-coréenne
- Yun Hui-sun, chef de milice et militant indépendantiste coréen
- Isang Yun, compositeur coréen
- James Yun, entrepreneur américain, acteur et lutteur professionnel
- Jean Yoon, actrice et écrivaine canadienne
- Yoon Je-kyoon, réalisateur sud-coréen
- Yoon Ji-sung, chanteur sud-coréen et membre du boys band Wanna One
- Yoon Jin-young, rappeur sud-coréen
- Johnny Yune, acteur, chanteur et comédien coréen-américain
- Yoon Jong-hwan, footballeur sud-coréen
- Yoon Jong-shin, chanteur et auteur-compositeur sud-coréen
- Karl Yune, acteur américain
- Yoon Kye-sang, acteur et chanteur sud-coréen, membre du boys group G.o.d
- Yoon Kyun-sang, acteur sud-coréen
- Yoon Kyung-shin, athlète olympique et handballeur sud-coréen
- Yun Mi-jin, archère sud-coréenne et médaillée d'or olympique
- Yoon Mi-rae (née Natasha Shanta Reid), chanteuse et rappeuse sud-coréenne d'origine américaine
- Yoon Mi-rim (1933–2020), comédienne et écrivaine sud-coréenne
- Rick Yune, acteur, scénariste, producteur, artiste martial et mannequin américain
- Sang Yoon, restaurateur et chef coréen-américain
- Yoon Sang-hyun, acteur et chanteur sud-coréen
- Yoon San-ha, chanteuse sud-coréenne et membre du girl group Astro
- Yoon Se-ah, actrice sud-coréenne
- Yun Seondo, philosophe, poète et homme politique coréen
- Yoon Shi-yoon, acteur sud-coréen et personnalité de la télévision
- Yoon So-hee, actrice sud-coréenne
- Yoon So-ho (né Lee Jung-hoon), acteur de théâtre et de musique sud-coréen
- Yoon Son-ha, actrice, chanteuse et personnalité de la télévision sud-coréenne
- Yoon Suk-min, lanceur de baseball sud-coréen
- Yoon Sun-woo, acteur sud-coréen
- Yoon Suk-yeol, 13e président de la Corée du Sud
- Yun Suk-young, footballeur sud-coréen
- Yun Seok-chan, technologue sud-coréen
- Tommy Yune, auteur de bandes dessinées américain d'origine sud-coréenne
- Yun Yea-ji, patineuse artistique sud-coréenne
- Youn Yuh-jung, actrice sud-coréenne

## Personnages de fiction
- Yoon Bum, de la série de bandes dessinées de 2016−2019 Killing Stalking
- Yoon Se-ri, de la série télévisée de 2019-2020 Crash Landing on You
- Yoon Marie, de la série de bandes dessinées Webtoon Naver de 2020, "나쁜 쪽으로"